# 堀利煕
堀 利煕（ほり としひろ、文政元年6月19日（1818年7月21日） - 万延元年11月6日（1860年12月17日））は、江戸時代末期（幕末）の旗本、幕臣。通称は織部、織部正、省之助。字は欽文、士績虎。号は有梅、梅花山人。初名は利忠。プロイセンとの不平等条約である日普修好通商条約交渉中に自決した。

## 経歴
嘉永7年（1854年）、日露和親条約調印前に国境設定の調査として樺太・蝦夷地の巡回を行ない、そのまま箱館奉行となる。奉行在任中にも巡回を行った。同行者に武田斐三郎、玉虫左太夫、榎本武揚、郷純造、島義勇がいる。安政5年（1858年）には新設された外国奉行に就任、神奈川奉行も兼任して諸外国大使との交渉に尽力した。横浜港開港に尽力し、通商条約では日本全権の一人として署名している。
万延元年（1860年）、プロイセンの外交官フリードリヒ・アルブレヒト・ツー・オイレンブルクとの条約交渉を行なっていたが、このときに利煕がプロイセンと裏交渉しているという風聞、並びにプロイセンではなくドイツ連邦（当時、ドイツはまだ統一されておらず、利煕がプロイセン一国だけではなくオーストリアとも秘密交渉を行なっていたというまことしやかな風聞が流れたらしい）との秘密交渉などが行なわれていたことなどが露見して、幕府から追及される。利煕はそれに対して何の弁解も行なわず、プロイセンとの条約締結直前に切腹した。享年43。プロイセン側には病死と伝えられたが、自決の噂は伝わっており、条約締結前になってオイレンブルクがプロイセンのみならず、他の多数の近隣諸国（関税同盟、ハンザ同盟都市）のために交渉していたことが判明し、これを事前に理解していなかったことが堀の失態となり、それに責任を感じての自決ととらえられた。
死後、村垣範正がオイレンブルクとの交渉を引き継いで日普修好通商条約を結んだ。

## 家族
父は大目付の堀利堅、母は林述斎の娘。母方のおじに鳥居耀蔵、林復斎、従兄弟に岩瀬忠震がいる。また異母弟に山高信離（石見守）がいる。子に堀利孟。

## 年譜
- 嘉永5年（1852年）2月10日 - 小姓組徒頭。
- 嘉永6年（1853年）5月14日 - 目付。
- 嘉永7年（1854年）
  - 2月8日 - 松前表御用。北蝦夷を視察。従者として蝦夷地に同行したのが榎本釜次郎（のちの榎本武揚）。
  - 7月21日 - 箱館奉行。
- 安政5年（1858年）
  - 5月8日 - 外国奉行。
  - 8月3日 - 仏蘭西国之使節与及引会候儀全権。
- 安政6年（1859年）6月4日 - 神奈川奉行兼任。
- 万延元年（1860年）
  - 9月15日 - 神奈川奉行免職。
  - 11月6日 - 自刃。